# 核ガンジー

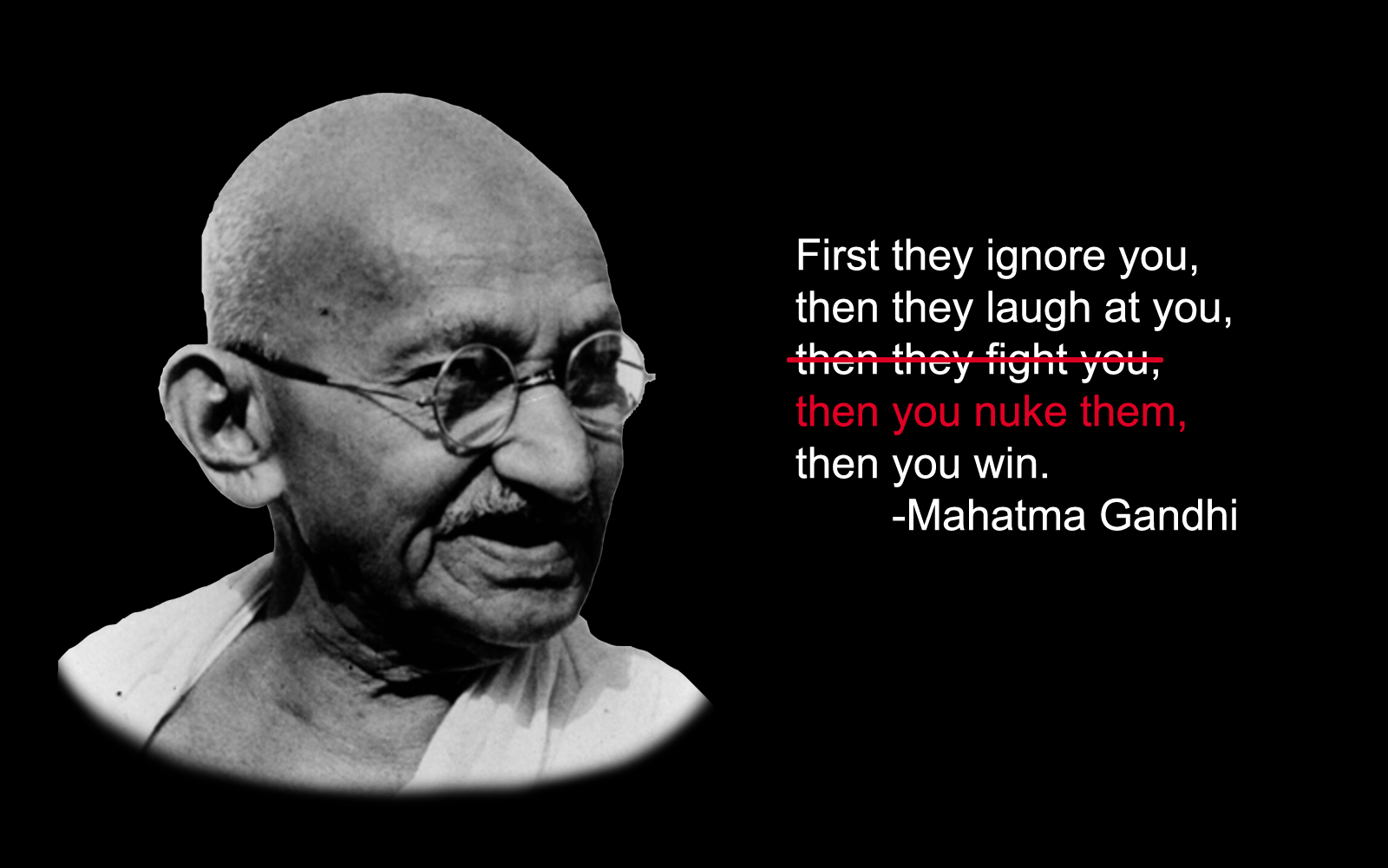
核ガンジーのインターネット・ミームの例
（はじめに彼等は無視し、次に笑い、そして挑みかかるだろう。そして我々が核攻撃するだろう。そうして我々は勝つのだ。）

核ガンジー（かくガンジー、Nuclear Gandhi）は、コンピュータシミュレーションゲーム『シヴィライゼーション』に関するインターネット・ミームであり、都市伝説。ミームによれば、初代『シヴィライゼーション』（1991年）にはバグがあり、平和主義者の指導者であるマハトマ・ガンジーがパラメータの算術オーバーフローによって非常に攻撃的になり、核兵器を多用するようになるという。
同シリーズのプレイヤー間でまことしやかに囁かれていたこのバグは、『シヴィライゼーションV』（2010年）にて、ジョーク、イースターエッグとして初めて公式に実装された。『V』発売から2年後の2012年にインターネット・ミームとして流布され、最終的に最も知られているコンピュータゲームのバグの1つとなった。
2020年、『シヴィライゼーション』の開発者シド・マイヤーはこの都市伝説について初めて公式に否定し、元の1991年のゲームにはこの種のバグは存在しなかったと述べた。

## バグの説明

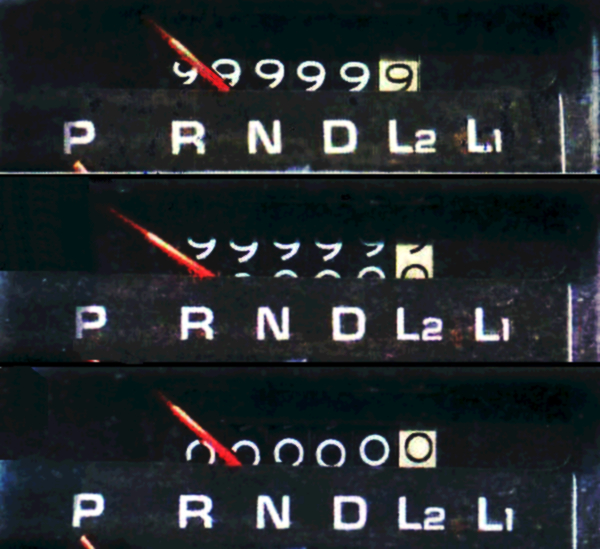
算術オーバーフローはオドメーターで説明できる。6桁のオドメーターでは0の前は999999となり、8ビットの整数型変数では0の前は255となる。

伝説によれば、『シヴィライゼーション』における各指導者のAIには攻撃性を1から10のスケールで表すパラメータがあり、1が最も攻撃性が低く、10が最も攻撃性が高かった。
他の情報源によれば、1から12のスケールがあった。
インドの指導者マハトマ・ガンジーは攻撃性の評価が最も低い1を持つゲーム中唯一の指導者であり、その結果、防衛戦争しか行えなかった。
AIが政治体制をインドなどの平和な国が好む民主主義に変更すると、攻撃性が2減少する。
ガンジーの場合、これは負の攻撃性である-1に繋がる。
しかし、攻撃性は0から255の範囲の値しか格納できない8ビットの符号なし整数型変数として格納されていた。
そのため、負の値は算術オーバーフローを引き起こし、値は255として格納され、ガンジーは最も攻撃性の高い指導者の25.5倍の攻撃性を持つようになった。
『シヴィライゼーション』の技術ツリーでは、一般的に核兵器は民主主義の後にアンロックされるため、インドが核武装するころには既にガンジーの攻撃性は急上昇していた。
これによってインドは突然核ミサイルで他の文明を攻撃するようになった。
このバグは後のバージョンで修正されたとされているが、開発者はこのバグをとても気に入ったので、イースターエッグやジョークとして後のゲームに再実装することにした。
他の情報源によれば、このバグは『シヴィライゼーションII』で最初に現れた。
実際には、『シヴィライゼーションII』のリードゲームデザイナーであるブライアン・レイノルズによれば、『シヴィライゼーション』の攻撃性は3段階しかなく、ガンジーのAIは最も低い攻撃性だったが、それは全指導者の3分の1と同じだった。
さらに、レイノルズは『シヴィライゼーション』のソースコードの記憶に基づいて、コードのこの部分には符号なし変数はなく、攻撃性が255の指導者は攻撃性が3の指導者と同じように行動するため、指導者は最も攻撃性の高い指導者より攻撃的に行動することはないと述べた。
シド・マイヤーによれば、『シヴィライゼーション』と『シヴィライゼーションII』のプログラミング言語であるCとC++では全ての整数型変数はデフォルトで符号ありのため、ガンジーの攻撃性が-1に設定されていてもオーバーフローは発生しなかった。
また、政治体制はAIの攻撃性に全く影響を与えないため、ガンジーの攻撃性はゲーム中ずっと同じままだった。
戦争中、インドは他の文明と同じように核兵器を使用することができたが、ガンジーがエイブラハム・リンカーンや他の平和的な指導者よりも頻繁に核兵器を使用することはなかった。
この伝説の由来の1つとして考えられるのは、インドは平和的かつ科学的性質の文明のためほとんどの敵よりも前に核兵器を発見する傾向があることだ。

## ゲーム内での実装

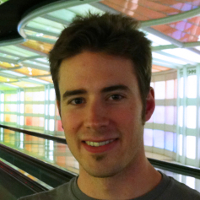
ジョン・シェーファーは『シヴィライゼーションV』でガンジーを核兵器愛好家にした。

『シヴィライゼーションIV』では、イースター・エッグとしてガンジーが核兵器を使用する傾向で「まだ」プログラムされているという誤解が広まっていたが、フィラクシスは意図してゲームにそのような動作を追加しなかった。
最初に意図して核ガンジーを含ませたのは『シヴィライゼーションV』だった。
『シヴィライゼーションV』のリードゲームデザイナーであるジョン・シェーファーはガンジーの「Build Nuke」と「Use Nuke」のパラメータを可能な限り高い値である12に設定した。
シェーファーはジョークとしてこれを行ったと語った。「サティヤーグラハを奨励するインドの政治家が隣人を核攻撃したいと思っているのではないかと想像するのは楽しい」。
2010年にゲームがリリースされた後、プレイヤーはガンジーの似合わない行動に気づき、それは『ジ・エスケイピスト』のコミック『Critical Miss』で取り上げられた。
プレイヤーは『シヴィライゼーションV』のガンジーを「サーモニュークリア」、「世界の破壊者」、「クルチャトフ」と呼んだ。

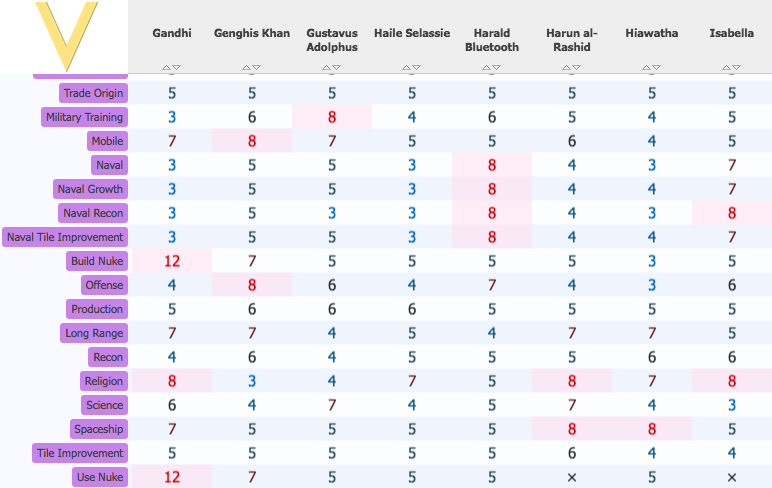
『シヴィライゼーションV』のAI設定。ガンジーの「Build Nuke」と「Use Nuke」の支持が高くなっているのがよくわかる。

ガンジーは実際に『シヴィライゼーションV』で最も平和的な指導者の一人だが、核兵器の製造と使用を管理する彼のAIのパラメータの値は12であり、これは指導者の中で最も高い値となっている。
次に高い3人の指導者の値は8であり、ほとんどの指導者の値は4から6となっている。
ゲームプレイに多様性を持たせるため、『シヴィライゼーションV』では各ゲームの開始時にそれぞれ-2から+2の間のランダムな値を加えてパラメータを調整する。ガンジーの場合、これは「Build Nuke」と「Use Nuke」のパラメータが最大の評価である10を下回ることは決してないことを意味する。
『シヴィライゼーションVI』では、AIの挙動を調節する隠しアジェンダメカニズムを導入した。各リーダーには2つのアジェンダがあり、1つ目の各文明の歴史に基づいた一定のもので、2つ目は各ゲームの開始時にランダムで選択される。
ガンジーの固定アジェンダは「平和の守り手」で、彼が戦争を始める可能性はとても低い。しかし、彼は2つ目のアジェンダとして「ニュークハッピー」を獲得する確率が高くなっている。

## ミームとしての成長
初代『シヴィライゼーション』が発売されてから21年後の2012年初頭、TV TropesでTunafishという名前のユーザーが『シヴィライゼーション』にはガンジーを攻撃的にするバグが存在すると主張した。
Tunafishが根拠を示すことはなかったものの、11月には同じ情報がWikiaに追加された。
シド・マイヤーによれば、その後の2年間でこの話はインターネット中に広がり、誰かがそれを疑うたびにwikiへのリンクが証拠として使われた。
2014年には、Redditのコメント欄にて、再投稿されたウェブコミック『Critical Miss』でなぜガンジーが攻撃的な人物として描かれているのかという議論を引き起こし、大きな注目を集めた。
その10日後、ゲームニュースサイト『Kotaku』が「Why Gandhi Is Such An Asshole In Civilization」という記事を投稿し、他のニュースサイトやブログはこの情報を再掲載した。
こうしたマスメディアやブロゴスフィアの関心の高さから多くのシリーズファンがこの話を知り、「核ガンジー」はゲームのインターネット・ミームやジョークとして一般的になった。
また、マンデラ効果によって、多くの人が『シヴィライゼーション』シリーズの最初のゲームでインドに特に悩まされたことを思い出した。
後に「核ガンジー」の情報がKnow Your Memeに追加され、このバグは『シヴィライゼーションII』で最初に現れたと記載された。
2019年6月18日、フィラクシス・ゲームズのマーケティングマネージャーであるケビン・シュルツは中国への出張のため2週間オフラインになるというツイートを投稿し、「もし広く共有され再投稿されている、初代『シヴィライゼーション』でガンジーがバグによって核兵器を愛したという話が全くの嘘だったらどうする？」という問いについて考えることを提案した。
これを受けて、元Eurogamerのコラムニストであるクリス・ブラットが調査報道を開始した。
ブラットは2Kの広報担当者に連絡を取り、フィラクシスの代表者とのインタビューを求めたが拒否された。その後、ブラットは元フィラクシスのゲームデザイナーであるブルース・シェリーに連絡を取ったところ、彼は『シヴィライゼーション』の開発は30年前だったのでグリッチがあるかどうかは覚えていないと述べた。「ガンジーの問題はなんとなく覚えているが、話すべきなのはシド（マイヤー）だ」。
次に、ブラットは『シヴィライゼーションII』のリードゲームデザイナーであるブライアン・レイノルズに連絡を取り、「Civ1のコードを見てから20年以上経っているが、それでもガンジーのバグは完全な作り話だと99.99%確信できる」という回答を得た。
ブラットはもう一度2Kとシド・マイヤーに連絡を取ったが、直接的な反論はなかった。マイヤーは正解はわからないと述べたつつも、都市伝説については肯定的に受け止めており、「当時の限られた技術を考えると、オリジナルのCivは多くの点でプレイヤーの想像力を中心に行われたゲームだった」という理由から、「私の考えをあまりにも多く広めることで、そのプレイヤーが想像できることを制限するのは気が進まない」と述べている。
ブラットは調査結果をYouTubeに投稿した。
その後、『Ars Technica』のインタビューでシド・マイヤーはガンジーのソフトウェアバグについての話は捏造されたものだと述べた。
2020年9月8日、シド・マイヤーの自伝『Sid Meier's Memoir! A Life in Computer Games』が発売され、同著ではこの都市伝説ができるまでに至った背景が記されている。

## 影響
「核ガンジー」の都市伝説はゲームの歴史の中で最も知られているバグの1つであり、多くのインターネット・ミームを生み出した。また、ハーバード大学のコンピュータサイエンスコースなどで算術オーバーフローの例として使われている。